# Raidió Fáilte
Pour les articles homonymes, voir Raidió Fáilte.
Raidió Fáilte (« Radio Bienvenue » en irlandais) est une station de radio indépendante en gaélique irlandais ayant son siège à Belfast en Irlande.

## Émissions
Les émissions quotidiennes sont :
- « An Seomra Gorm le Ciarán Mackel »
- « Ceol Domhanda le Róisín Ní Ghadhra »
- « Ceol agus Craic le Chrissie Nic Loinsigh »
- « An Taobh Eile le Ciarán Ó Pronntaigh »
- « Ceol Meiriceánach le John Dillon »
- « Iris leabhar le Eoghan Ó Neill »
- « Seó na Maidine le Eoghan Ó Neill »
- « Craic agus Ceol le Chrissie »
- « An Dúrud le Cillian de Búrca »
- « Suaimhneas le Marcas »
- « Ceol agus Craic le Chrissie »
- « Somhairle Mag Uidhir »
- « Seó na Maidine le Eoghan Ó Neill »
- « Iris Leabhar le Eoghan Ó Neill »
- « Seó na Maidine le Eoghan Ó Neill »
- « Ardán do Ghrupaí Gaeilge »
- « Suaimhneas le Marcas »
- « Irisleabhar Nuachta le Eoghan Ó Neill »
- « Cursaí Litríochta le Stiofáin Ó Direáin »
- « Caoimhe & Séin le ceol, craic & caint! »
- « Ceol Domhanda le Róisín Ní Ghadhra »
- « Clár Clára »
- « GAA Beo »
- « Oileán an Uafáis Pádraig Mac An Uladh »
- « Seán Fennell agus Ciaráin Mac Ghiolla Bheinn »
- « Léigh agus Pléigh »
- « Snagcheol srl le Robert MacMillen »
- « An t-Am Sin le Seán Ó Muireagáin »
- « Pilib Mac Cathmhaoil »
- « An Tuamach »
- « Ealaíona agus Eile le Gearóid Ó Caireallain »